# Acalypha volkensii
Acalypha volkensii é uma espécie de flor do gênero Acalypha, pertencente à família Euphorbiaceae.